# Giuseppe Baldo
Giuseppe Baldo, född 27 juli 1914 i Piombino Dese, död 31 juli 2007, var en italiensk fotbollsspelare.
Baldo blev olympisk guldmedaljör i fotboll vid sommarspelen 1936 i Berlin.